# Tour della nazionale maschile di rugby a 15 delle Figi 1982
La Nazionale di rugby a 15 delle Figi si reca due volte in tour nel 1982. Prima si reca presso le Samoa poi in Europa.

## Tour in Samoa
| Apia 26 maggio 1982 | Apia Union | 0 – 30 | Figi XV |  |

| Apia 29 maggio 1982 | Taumasaga | 10 – 21 | Figi XV |  |

| Apia 2 giugno 1982 | Samoa | 6 – 6 | Figi |  |

| 5 giugno 1982 | Samoa XV | 0 – 19 | Figi XV |  |

| 9 giugno 1982 | Samoa Country | 3 – 7 | Figi XV |  |

| Apia 12 giugno 1982 | Samoa | 3 – 14 | Figi |  |

## Tour in Europa
La nazionale delle Figi si reca in Gran Bretagna e Canada per un tour.
Sarà un tour disastroso in cui perderanno tutte le partite in terra britannica vincendo solo due partite contro le modeste squadre canadesi.
| Myreside 15 settembre 1982 | Edimburgo | 47 – 12 | Figi XV |  |

| Hawick 18 settembre 1982 | South of Scotland | 23 – 17 | Figi XV |  |

| Glasgow 21 settembre 1982 | Anglo Scots | 29 – 19 | Figi XV |  |

| Edimburgo 25 settembre 1982 | Scozia XV | 32 – 12 | Figi | Murrayfield |

| Workington 29 settembre 1982 | Northern Div. | 19 – 4 | Figi XV |  |

| Kerrier 2 ottobre 1982 | SW Division | 36 – 6 | Figi XV |  |

| Leicester 6 ottobre 1982 | Midlands | 25 – 16 | Figi XV |  |

| Cambridge 9 ottobre 1982 | Cambridge Univ. | 30 – 12 | Figi XV |  |

| Bristol 12 ottobre 1982 | England Students | 26 – 9 | Figi XV |  |

| Londra 16 ottobre 1982 | Inghilterra XV | 60 – 19 | Figi | Twickenham |

| Vancouver 20 ottobre 1982 | Vancouver XV | 3 – 25 | Figi XV |  |

| Vancouver 23 ottobre 1982 | Vancouver Dogwood | 21 – 42 | Figi XV |  |